# 儿茶酚-O-甲基转移酶抑制药
兒茶酚-O-甲基轉移酶抑制劑或 COMT抑制劑（英語: Catechol-O-methyl transferase inhibitor或COMT inhibitor）是抑制儿茶酚-O-甲基转移酶的藥物。這個酶參與神经递质的降解。COMT抑制劑用於治療帕金森氏症。
一些製劑:恩他卡朋, tolcapone,
opicapone 以及 nitecapone。